# Андерссон, Виллиам
Эрик Виллиам Андерссон (швед. Eric William Andersson; род. 28 февраля 2006) — шведский футболист, нападающий клуба «Кальмар».

## Клубная карьера
Начал заниматься футболом в клубе «Емьё» (швед. Jämjö Goif) в пятилетнем возрасте. Затем выступал за молодёжные команды «Карлскруны». В феврале 2022 года перебрался в академию «Кальмара». С лета 2023 года стал привлекаться к тренировкам с основным составом клуба. 29 октября во встрече с «Вернаму» дебютировал в чемпионате Швеции, заменив на компенсированное ко второму тайму время Симона Скрабба.

## Клубная статистика
| Выступление      | Выступление      | Выступление      | Лига | Лига | Кубки | Кубки | Конт. кубки | Конт. кубки | Итого | Итого |
| Клуб             | Лига             | Сезон            | Игры | Голы | Игры  | Голы  | Игры        | Голы        | Игры  | Голы  |
| ---------------- | ---------------- | ---------------- | ---- | ---- | ----- | ----- | ----------- | ----------- | ----- | ----- |
| Кальмар          | Алльсвенскан     | 2023             | 1    | 0    | 0     | 0     | 0           | 0           | 1     | 0     |
| Кальмар          | Итого            | Итого            | 1    | 0    | 0     | 0     | 0           | 0           | 1     | 0     |
| Всего за карьеру | Всего за карьеру | Всего за карьеру | 1    | 0    | 0     | 0     | 0           | 0           | 1     | 0     |